# Kotch
Kotch és una pel·lícula estatunidenca dirigida per Jack Lemmon, estrenada el 1971.

## Argument
Joseph P. Kotcher un vidu de 72 anys viu a casa dels seus fills i els fa la vida impossible. Després d'una discussió, Kotch abandona el domicili familiar i viu l'experiència de viure sol.

## Repartiment
- Walter Matthau: Joseph P. Kotcher
- Deborah Winters: Erica Herzenstiel
- Felicia Farr: Wilma Kotcher
- Charles Aidman: Gerald Kotcher
- Ellen Geer: Vera Kotcher
- Donald Kowalski + Dean Kowalski: Duncan Kotcher
- Jack Lemmon: El passatger del bus que dorm

## Al voltant de la pel·lícula
- Jack Lemmon fa un cameo, que no surt als crèdits, de passatger adormit del bus.

## Premis i nominacions
- 1972. Globus d'Or a la millor cançó original per Marvin Hamlisch (música) i Johnny Mercer (lletres) amb la cançó "Life Is What You Make It"

### Nominacions
- 1972. Oscar al millor actor per Walter Matthau
- 1972. Oscar al millor muntatge per Ralph E. Winters
- 1972. Oscar a la millor cançó original per Marvin Hamlisch (música) i Johnny Mercer (lletres) amb la cançó "Life Is What You Make It"
- 1972. Oscar al millor so per Richard Portman i Jack Solomon
- 1972. Globus d'Or a la millor pel·lícula musical o còmica
- 1972. Globus d'Or al millor actor musical o còmic per Walter Matthau
- 1972. Globus d'Or al millor guió per John Paxton